# SA-20 (Spanje)

De SA-20

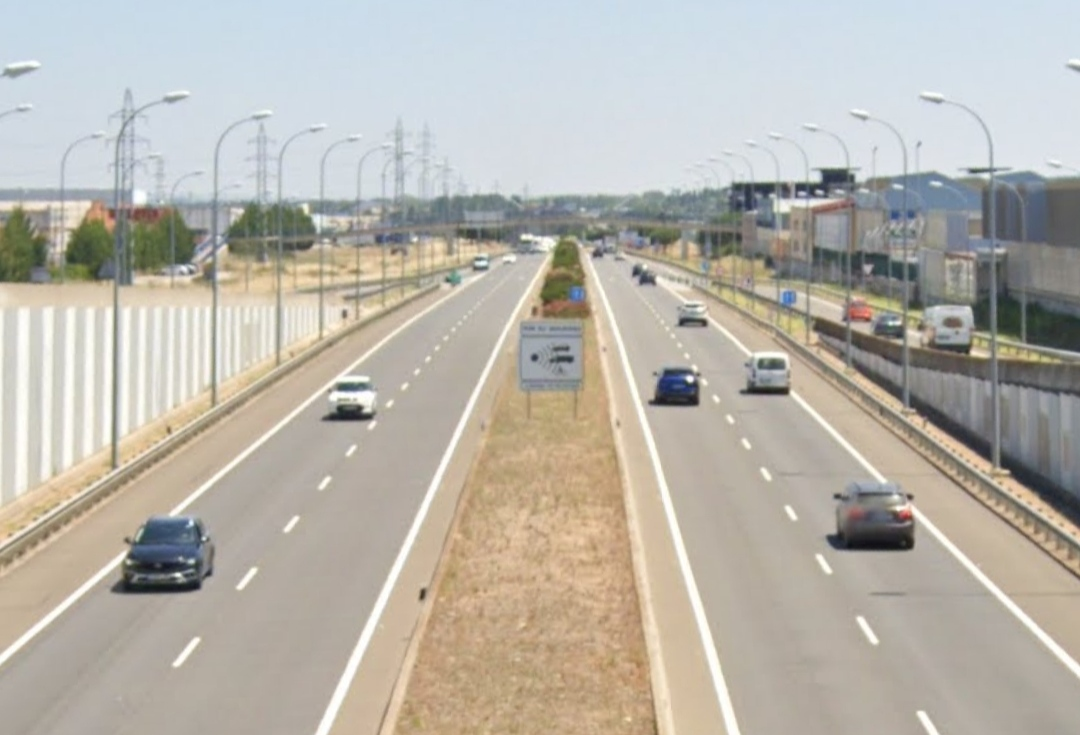
De SA-20

De SA-20 of Ronda Sur de Salamanca is een autovía in Castilië-León. De snelweg van 4 kilometer vormt een zuidelijke ringweg om Salamanca en sluit aan op de A-50 en de A-66.